# Ateleopus purpureus
Ateleopus purpureus är en fiskart som beskrevs av Tanaka, 1915. Ateleopus purpureus ingår i släktet Ateleopus och familjen Ateleopodidae. Inga underarter finns listade.